# Osservatorio Balcani e Caucaso Transeuropa
Osservatorio Balcani e Caucaso Transeuropa (OBCT) ist eine Denkfabrik und Digitale-Medien-Plattform mit Sitz in Trient, Italien, die auf Südosteuropa spezialisiert ist.

## Geschichte
Zu den Hauptaktivitäten zählen Berichte über die soziale, kulturelle und politische Entwicklung in den 6 EU-Mitgliedsstaaten, 7 EU-Beitrittskandidaten bzw. potentiellen Beitrittskandidaten, sowie in den 5 Staaten der Östlichen Partnerschaft der Balkan- und Kaukasusregion. Durch das internationale Korrespondentennetzwerk, zusammengesetzt aus 50 Journalisten, Forschern und Aktivisten, veröffentlicht Osservatorio Balcani e Caucaso täglich Nachrichten, Analysen und multimediale Berichte aus der Region. Im Archiv befinden sich bereits mehr als 10.000 Artikel, und monatlich besuchen über 130.000 Besucher die Website. Des Weiteren schreibt und produziert die Denkfabrik Forschungsarbeiten, Bücher und Bildungstoolkits und benutzt Crowdsourcing, Soziale Medien und Online-Debatten, um die Beteiligung des Publikums zu ermutigen. Alle Inhalte haben eine Creative Commons Lizenz.
Gegründet im Jahr 2000 unter dem Namen „Osservatorio sui Balcani“ (deutsch: Observatorium Balkan) als ein Forum für den Dialog zwischen zivilgesellschaftlichen Organisationen, verfolgt OBC heute das Ziel, transnationale Beziehungen, die Integration der südosteuropäischen Staaten in die Europäische Union und die Entwicklung einer Europäischen Demokratie zu unterstützen.
OBC ist ein crossmediales und multilinguales Nachrichtendrehkreuz zwischen NGOs (insbesondere CSOs – Civil Society Organizations), Journalisten, Studenten und Forschern, Politikern, der Wirtschaft, Migranten und dem breiten Publikum. Die Aktivitäten sind eine Kombination aus Online-Journalismus, Forschung, Trainings, Wissensverbreitung und Politikberatung.
Die Interessen reichen von Konflikttransformation, Erinnerungspolitik und der aktiven Beteiligung der Bürger an der Europäischen Öffentlichkeitspolitik, der Erweiterung der Europäischen Union, der Europäischen Nachbarschaftspolitik bis hin zur internationalen Kooperation, lokalen Entwicklung, Menschenrechten und Minderheitenschutz sowie Migrations- und Asylfragen, Gender und Welfare aus einer internationalen, Bottom-up Perspektive.
Als ein autonomes Projekt der Friedensglockenstiftung (italienisch: Fondazione Opera Campana dei Caduti) mit Sitz ebenfalls in Rovereto, wird OBC vom Trentiner Forum für Frieden und Menschenrechte (italienisch: Forum Trentino per la Pace e per i Diritti Umani) unterstützt und von der Autonomen Provinz Trient und der Stadt Rovereto finanziell unterstützt. OBC ist ebenfalls eine Langzeitpartnerschaft mit dem Europäischen Parlament eingegangen und hat Projektförderungen des Italienischen Außenministeriums, der Europäischen Union, sowie von privaten Stiftungen und anderen öffentlichen und privaten Organisationen erhalten.
Journalist Tim Judah vom Magazin The Economist nannte OBC die „Italienische Top-Website für Balkan und Kaukasus Angelegenheiten“. Viele der Artikel, Reportagen und Dokumentarfilme auf der OBC Website haben nationale und internationale Preise gewonnen
Die Medienplattform hat im Jahr 2010 den „Antonio Russo“ Journalismus Preis für Kriegsberichterstattung / Sektio Internet, erhalten.
OBC ist ein Gründungspartner des Europäischen Zentrum für Presse- und Medienfreiheit in Leipzig und hat in diesem Zusammenhang das Online Resource Centre on Media Freedom, eine Plattform, auf der Material zum Thema Medienfreiheit gesammelt und klassifiziert wird, aufgebaut.
Im September 2013 wurde die Webseite aufgrund eines Artikels zum Thema Korruption im Ölhandel in Aserbaidschan Ziel eines Hackerangriffs.
2017 schloss sich das Osservatorio Balcani e Caucaso Transeuropa mit dem seit 2008 bestehenden Centro per la Formazione alla Solidarietà Internazionale (CFSI) zum Centro per la Cooperazione Internazionale zusammen, dessen operative Einheiten CSG – Skills for the Global Society (CSG ist die Abkürzung für Competenze per la Società Globale) und OBCT – Osservatorio Balcani Caucaso Transeuropa sind.